# الحافة-ك
في علم مطيافية امتصاص الأشعة السينية، تشير الحَافَّة-ك (بالإنجليزية: K-edge) إلى الذي يحدث عندما تكون طاقة الفوتونات المُكَوِّنَة للأشعة أكثر بقليل من طاقة ارتباط الإلكترونات في غلاف التكافؤ الأقرب للنواة، وذلك في الذرات التي تمتلك القدرة على التفاعل مع الفوتونات. أما عن التسمية، فقد جاءت من آلية تسمية أغلفة التكافؤ في علم الأشعة السينية، حيث يسمى الغلاف الأقرب إلى النواة باسم "الغلاف-ك" (بالإنجليزية: K-shell). ويعود هذا التَّوْهِين المفاجيء في الأشعة السينية إلى امتصاص الفوتونات المُكَوِّنَة لها بِفِعْل الظاهرة الكهروضوئية. وليحدث التفاعل الكهروضوئي، يجب أن تمتلك الفوتونات طاقة أعلى قليلًا من طاقة ارتباط الإلكترونات الموجودة في الغلاف-ك. وبناءًا على ذلك، فإن الفوتون الذي يمتلك طاقة أعلى قليلًا من طاقة ارتباط الإلكترون يكون احتمال امتصاصه بفعل الظاهرة الكهروضوئية أعلى بكثير من فوتون يمتلك طاقة أقل بقليل أو أكثر بكثير من طاقة ارتباط الإلكترون.
وتعد مستويات الطاقة القريبة من الحافة-ك أيضًا مواضيعًا للدراسة ولتزويد الباحثين بمعلومات أخرى.